# Associação Desportiva Afifense
A Associação Desportiva Afifense (ADA) é uma colectividade de cariz desportivo da freguesia de Afife. A finalidade da instituição é a promoção, práctica e dignificação da actividade desportiva.
Tem personalidade jurídica e foi fundada através de Escritura Pública celebrada em Vila Nova de Cerveira, pelos fundadores, em 11 de Novembro de 1981 e publicada em Diário da República Nº 291, 3ª Série de 22 de Dezembro de 1981. Da lista dos seus ilustres fundadores (ou impulsionadores) fazem parte:
- Aguinaldo Alves Pires de Carvalho
- Amaro David Palhares Moreira
- Boaventura Amorim Alves
- César de Jesus Ribeiro da Silva
- José Alberto Pereira
- José Carlos Godinho da Silva
- Jorge Cândido Machado Meira
- Norberto Pinto Salgueiro de Castro
- Pedro Manuel da Mota Couto
- Rui Fernando Pires de Carvalho
- Sebastião Camilo de Oliveira Ramos
- Simão Daniel Moreira Alves
- David Meira Freitas.

Actualmente conta com as modalidades amadoras de atletismo e andebol, estando inscrita nas respectivas federações. Há ainda as secções de ténis de mesa, caça e pesca desportiva.
Brevemente vai surgir a modalidade de tiro com arco. A ADA já é federada na FPTA, Federação Portuguesa de Tiro com Arco e dispõe de material para iniciação.
Em 2008, foi concluida a construção do pavilhão David Meira Freitas, e está agora ao dispor do clube.
Em 2010 foi criada a secção de Futsal, sendo que no primeiro ano de actividade, na época desportiva 2010-2011 a equipa de futsal da ADA se sagrou campeã da Divisão de Honra de Futsal da Associação de Futebol de Viana do Castelo, tendo ganho, assim, o direito de disputar as provas nacionais da Federação Portuguesa de Futebol, neste caso a Série A da 3ª Divisão e a Taça de Portugal.